# Vins-sur-Caramy
Vins-sur-Caramy è un comune francese di 988 abitanti situato nel dipartimento del Var della regione della Provenza-Alpi-Costa Azzurra.

## Società

### Evoluzione demografica
Abitanti censiti